# Флора (Илиноис)
Флора (енгл. Flora) град је у америчкој савезној држави Илиноис. По попису становништва из 2010. у њему је живело 5.070 становника.

## Демографија
Према попису становништва из 2010. у граду је живело 5.070 становника, што је 16 (0,3%) становника мање него 2000. године.
| Група             | 2000.         | 2010.         |
| Белци             | 4.958 (97,5%) | 4.861 (95,9%) |
| Афроамериканци    | 9 (0,2%)      | 20 (0,4%)     |
| Азијати           | 57 (1,1%)     | 40 (0,8%)     |
| Хиспаноамериканци | 33 (0,6%)     | 87 (1,7%)     |
| Укупно            | 5.086         | 5.070         |